# De heilige Lucas schildert de Madonna (Heemskerck)
De heilige Lucas schildert de Madonna is een schilderij gemaakt in 1532 door Maarten van Heemskerck. Het schilderij is te zien in het Frans Hals Museum in Haarlem. 
Van Heemskerck schilderde het als (afscheids)geschenk aan zijn gildebroeders in het Sint-Lucasgilde in Haarlem, vlak voordat hij zijn reis naar Rome begon. Het stuk was bestemd om op een behoorlijke hoogte in de Lucaskapel in de  Sint-Bavokerk in Haarlem gehangen te worden. Het is geschilderd met overdreven perspectief en kan niet correct worden waargenomen waar het vandaag aan een museummuur hangt, omdat het is ontworpen om hoog in een kerk te hangen.
Later, in 1550-1551, heeft Van Heemskerck nog een ander schilderij met dezelfde titel gemaakt. Dit schilderij toonde een geheel andere voorstelling en was bestemd voor het Sint-Lucasgilde in Delft. Dit schilderij bevindt zich (anno 2025) in het Musée des Beaux-Arts in Rennes.

## Twee panelen of één paneel
Dit schilderstuk is oorspronkelijk opgezet als twee  pendanten, zoals bijgaand afgebeeld,  en heeft ook waarschijnlijk in de Lucas kapel in de Sint-Bavokerk in Haarlem gehangen, met beide panelen dicht naast elkaar. Om nog onbekende redenen zijn beide panelen in 1575, na de dood van de schilder, met een tussenlat en een plank aan de bovenzijde aan elkaar gemaakt zodat het lijkt alsof het één geheel is. Ook Karel van Mander heeft dit schilderstuk gezien en beschreven als één geheel.
Voorafgaand aan de tentoonstelling ter ere van de 450e sterfdag van Maarten van Heemskerck is het schilderij in het Frans Hals museum, vanaf 2020, gedurende bijna 4 jaren grondig gerestaureerd. Toen bleek dat het geheel niet uit één paneel bestond, maar uit twee panelen, die met elkaar verbonden waren met een tussenlat en een plank aan de bovenkant. Deze zijn verwijderd, waardoor de oorspronkelijke panelen weer tevoorschijn kwamen. Tijdens de restauratie zijn tevens de overschilderingen, in het linkerpaneel rechts boven de madonna en in het rechter paneel links boven de dichter, ongedaan gemaakt.

## Beschrijving
Een volledige beschrijving van het schilderij en de tekst op het papier in de linkerbenedenhoek werd gedocumenteerd door Karel van Mander in zijn Schilder-boeck (1604).

### Linker paneel
Op het linker paneel ziet u een madonna zittend op een troon op een podium met het Christuskind op schoot, zittend op een doorzichtige wereldbol. De madonna heeft een veelkleurige oosterse doek over haar knieën en wordt bijgelicht door een engel met een brandende fakkel. Op voorkant van het podium lijkt een stukje perkament gespijkerd et een tekst. De madonna lijkt in een nis te zitten.

### Rechter paneel
Op het rechter paneel ziet u de heilige Lucas schilderend aan het schilderij van de madonna met kind. Het schilderij staat op een schildersezel, waarop een  baardige stenen kop staat. De heilige Lucas heeft diepe groeven in zijn gezicht, een onverzorgd kapsel en is, volgens Karel van Mander, gekleed als bakker. Hij heeft in de rechterhand een penseel en in de linkerhand een schildersstok, waarmee hij de rechterhand ondersteunt en een schilderspalet. Lucas zit op een stoel met versieringen: . Lucas krijgt een aanwijzing van een grote man, die achter hem staat en die een lauwerkrans op het hoofd heeft. Volgens Karel van Mander zou dit een dichter kunnen zijn, waarvan het hoofd een zelfportret van de kunstenaar voorstelt.
Op het linker paneel lijkt een perkament (een Trompe-l'oeil) te zijn gespijkerd waarop te lezen staat:

Tot een Memory is dese Tafel ghegheven
/ Van Marten Hemskerck, die't heeft ghewracht,
/ Ter eeren S. Lucas heeft hy't bedreven,
/ Dus ghemeen ghesellen heeft hy mede bedacht.
/ Wy moghen hem dancken, by daghe, by nacht,
/ Van zijn milde gifte, die hier staet present:
/ Dus willen wy bidden, met al onse macht,
/ Dat Gods gratie hem wil zijn ontrent, 
/ Anno Duyst Vc. XXXII. ist volent.
/ Den 23. Mey.
— Schilder-boeck,Karel van Mander,1604

De inscriptie laat zien dat Heemskerck het schilderij schilderde voor zijn collega's in het Sint-Lucasgilde in Haarlem als de herinnering aan de heilige Lucas. De verschillende disciplines, die in die tijd in het gilde werden weerspiegeld, waren schilderen, beeldhouwen, aardewerk, houtsnijwerk, goud- en zilversmidwerk, schildersbenodigdheden en de kunsten van tekenkunst, perspectieftekening, gravure en schilderen zelf.

## Details

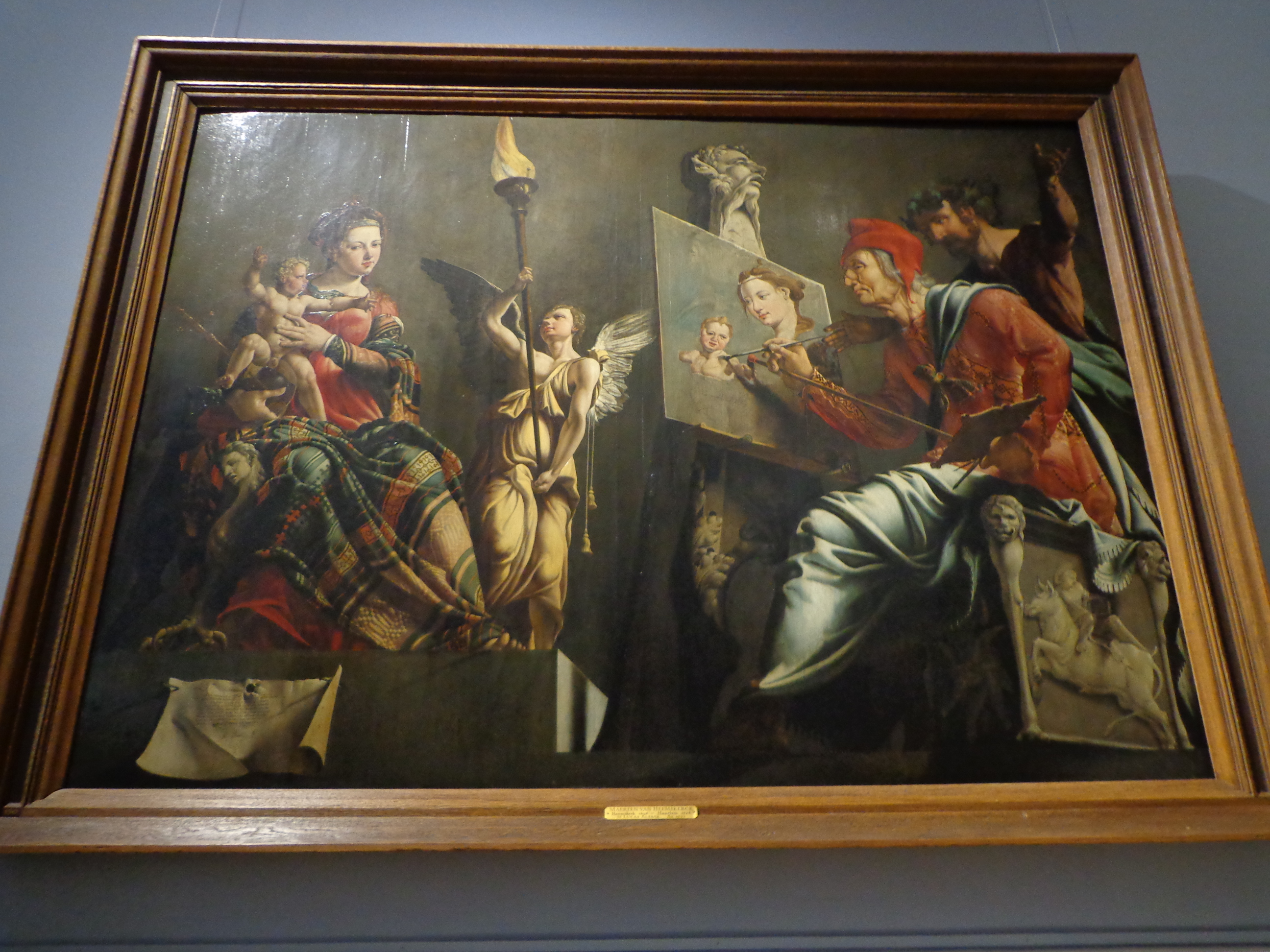
het schilderij gezien vanaf een laag standpunt, zoals het gezien zou moeten worden
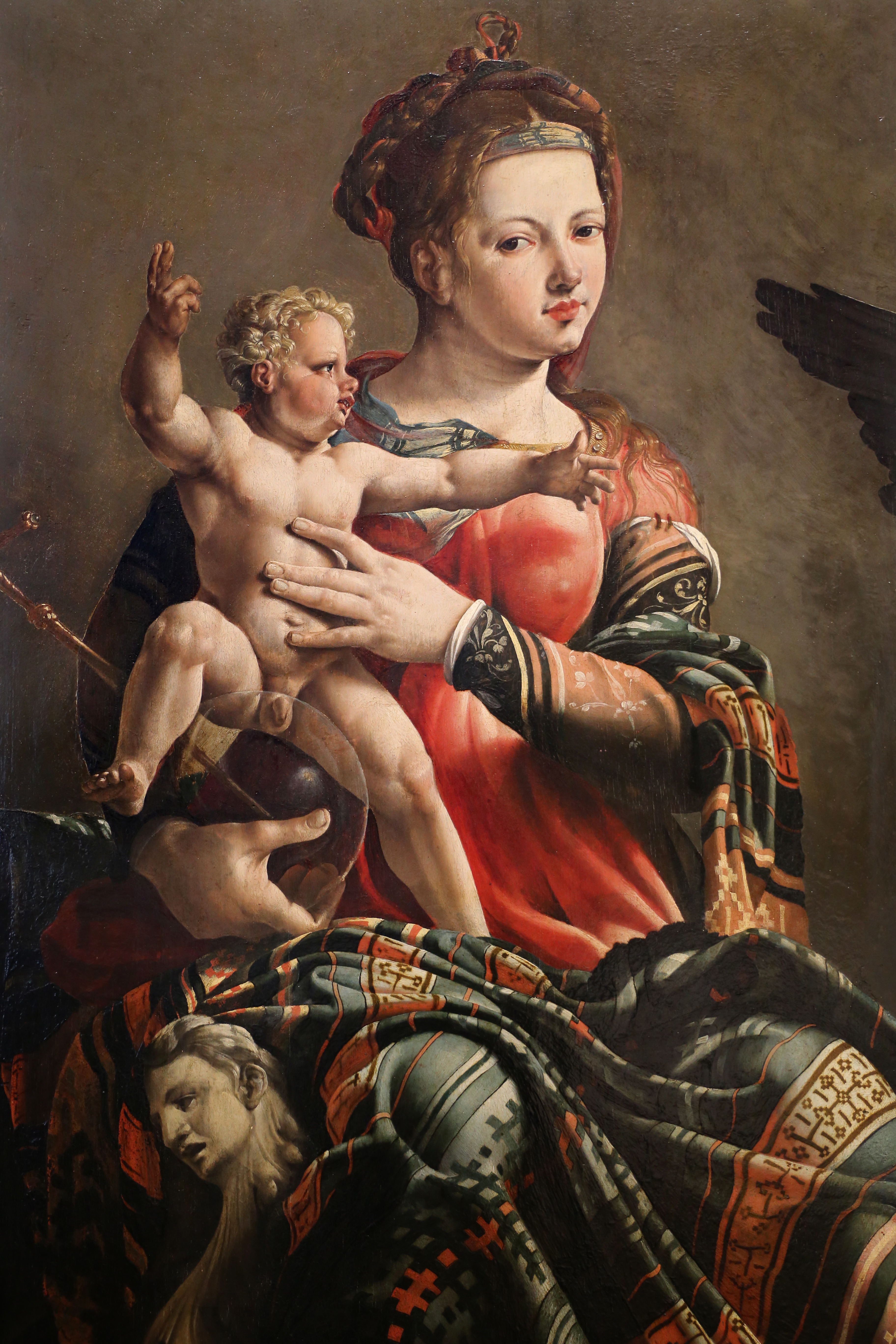
Detail van de Madonna
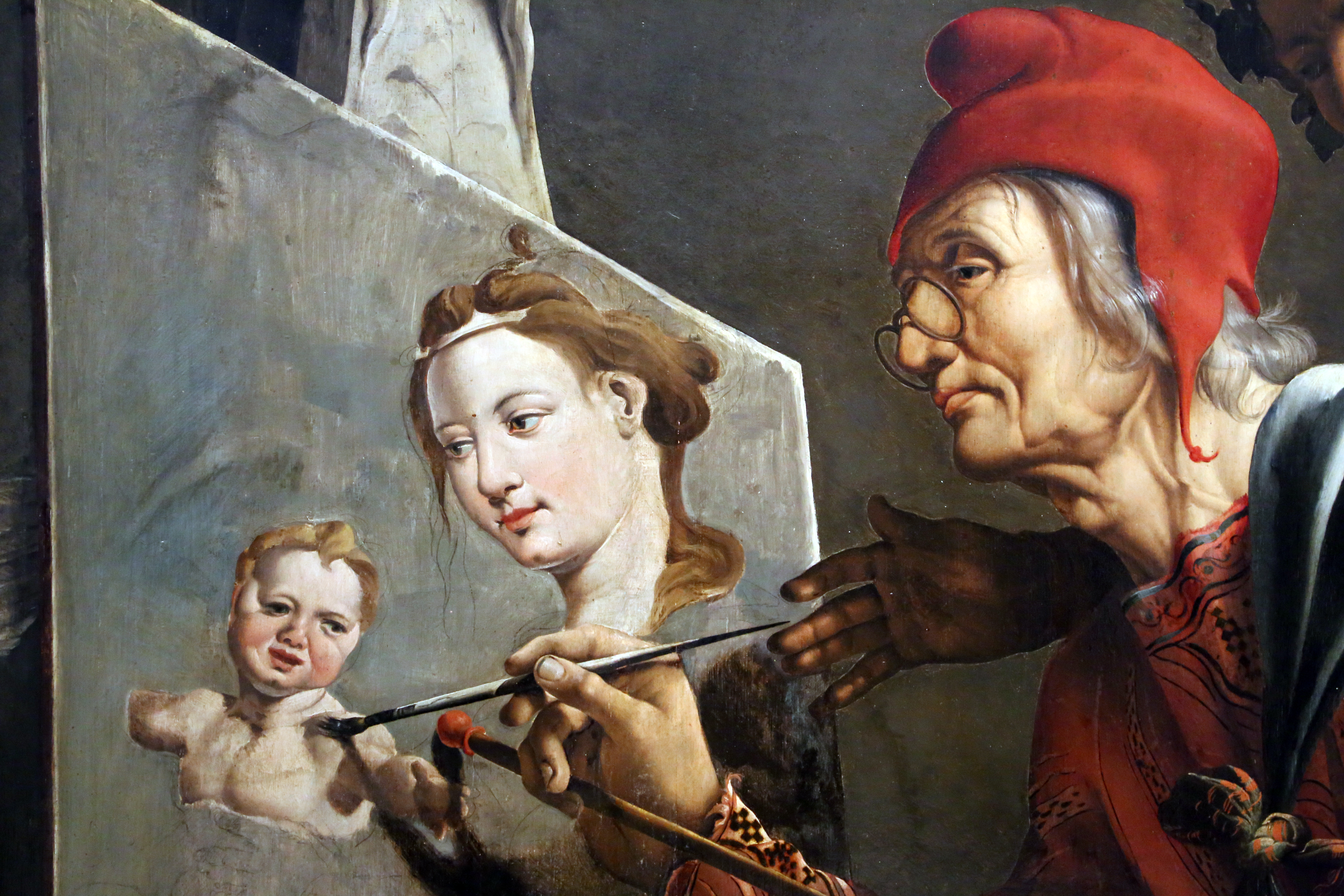
Detail van de heilige Lucas
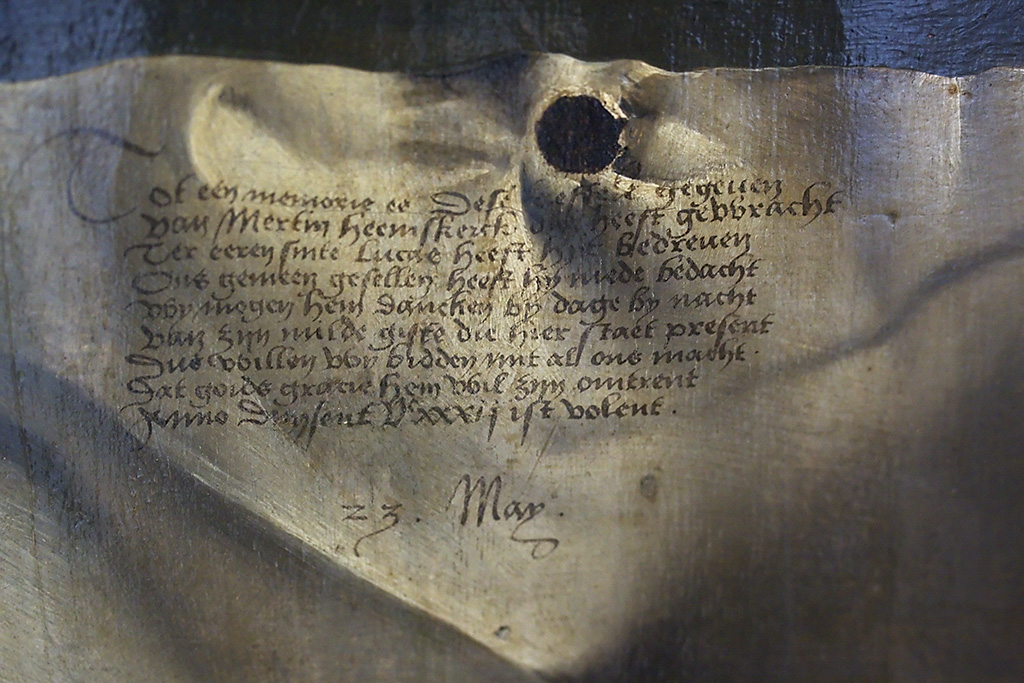
Detail van het geschreven "perkament" linksonder

## Locatie
Het schilderij heeft de stad Haarlem nooit verlaten.
Van 1532 - 1578 hing het schilderij in de Sint-Bavokerk, waarschijnlijk in de Lucas kapel. Vanaf 1581, ten tijde van Karel van Mander, bevond het zich in het  Prinsenhof. Vanaf 1781 hing het in het stadhuis en vanaf 1813 was het in het bezit van het Frans Hals Museum.

## Restauratie, terugkeer naar 2 panelen
Voorafgaand aan de tentoonstelling in 2024-2025 in het Frans Hals museum in Haarlem is het schilderij gedurende de jaren 2020-2024 grondig gerestaureerd. Tijdens de restauratie bleek dat het schilderij, zoals het vanaf het overlijden van Maarten van Heemskerck eruitzag, bestond uit twee panelen, die via een latje aan elkaar vastgemaakt waren. Men heeft besloten de twee delen te splitsen en dusdanig naast elkaar te hangen dat het één geheel lijkt.
De tentoonstelling Maarten van Heemskerck 1498-1574 vond, tegelijkertijd in het Frans Hals Museum, het Teylers Museum en het Stedelijk Museum Alkmaar, plaats van 28 september 2024 - 19 januari 2025.